# Anija - La nave
Anija La nave è un lungometraggio del 2012 diretto da Roland Sejko che racconta l'immigrazione albanese in Italia dopo il crollo del regime comunista nel 1990 e durante l'anarchia albanese del 1997.
Il film è stato realizzato con il contributo della direzione generale per il cinema del Ministero per i Beni e le Attività Culturali e del Turismo e ha vinto un David di Donatello 2013 come miglior documentario della categoria dei lungometraggi.

## Trama
Albania, 1991. Al crollo dell'Unione Sovietica e del regime comunista presente nello stato d'Albania, migliaia di persone si imbarcarono verso l'Italia. A bordo di navi mercantili, i cittadini albanesi fuggivano da un paese in crisi e dalle libertà negate. Fu il primo esodo di massa verso lo stato italiano, che non si trovò preparato ad accogliere i profughi che raggiunsero la cifra di 27.000 unità.
Anija racconta l'esodo albanese attraverso materiale audiovisivo dell'epoca e dall'esperienza diretta di alcuni profughi, con le emozioni e motivazioni che spingevano gli albanesi nella traversata. Particolare risalto viene dato dalle navi, come la Vlora, attraccate al porto di Bari. Quella del 1991 fu solo la prima ondata di profughi albanesi verso l'Italia. Viene infatti presentato l'esodo del 1997, con l'arrivo di centinaia di navi a seguito dall'anarchia albanese dopo il crollo delle piramidi finanziarie.
Il documentario si conclude con la voce dei protagonisti, che dopo 20 anni tirano le somme sull'esperienza ed il tempo passato.

## Premi e riconoscimenti
- David di Donatello 2013: miglior documentario